# 六ヶ所村立南小学校
六ヶ所村立南小学校（ろっかしょそんりつ みなみしょうがっこう）は、青森県上北郡六ヶ所村大字倉内にある公立小学校。

## 概要
- 本校は、平沼小学校と倉内小学校が統合して設立された小学校である。
- 主な進学先は、第二中学校。

## 児童数
2023年（令和5年）5月1日現在
| 学年 | 1年 | 2年 | 3年 | 4年 | 5年 | 6年 | 特支       | 合計 |
| ---- | --- | --- | --- | --- | --- | --- | ---------- | ---- |
| 学級 | 1   | 1   | 1   | 1   | 1   | 1   | 2          | 8    |
| 児童 | 13  | 14  | 14  | 10  | 18  | 9   | （7） 内数 | 78   |

## 沿革
- 2013年（平成25年）
  - 4月1日 - 開校。
  - 4月6日 - 開校式挙行。
  - 4月8日 - 第1回入学式挙行。
  - 7月5日 - 開校記念式典挙行。
  - 10月29日 - 開校記念植樹。
- 2014年（平成26年）6月4日 - タブレットパソコン27台配備。
- 2015年（平成27年）
  - 7月22日 - パソコン入れ替え（職員室・コンピュータ室）
  - 12月2日 - 除雪機配備。
- 2016年（平成28年）
  - 6月 - 体育館天井改修工事。
  - 10月 - グラウンド改修工事。
- 2017年（平成29年）
  - 4月 - グラウンド全面芝生化。
  - 10月 - 校地周辺植林開始。

## 通学区域
- 倉内・平沼・新城平・新納屋・中志・内沼[2]

## 周辺
- 国道394号
- 六ヶ所村立第二中学校 - 主な進学先
- 内沼
- 小川原湖

## アクセス
- 六ヶ所村役場から、車で約14.3km・約25分。
- JR大湊線・青い森鉄道野辺地駅から、車で約26.4km・約50分。
- JR大湊線北野辺地駅から、車で約23.3km・約45分。
- 十和田観光電鉄バス『野辺地尾駮線』「平沼入口」バス停下車後、徒歩約2.5km・約35分。
  - 学校周辺には、路線バスなど公共交通機関は通っていない。